# Скелясте плесо

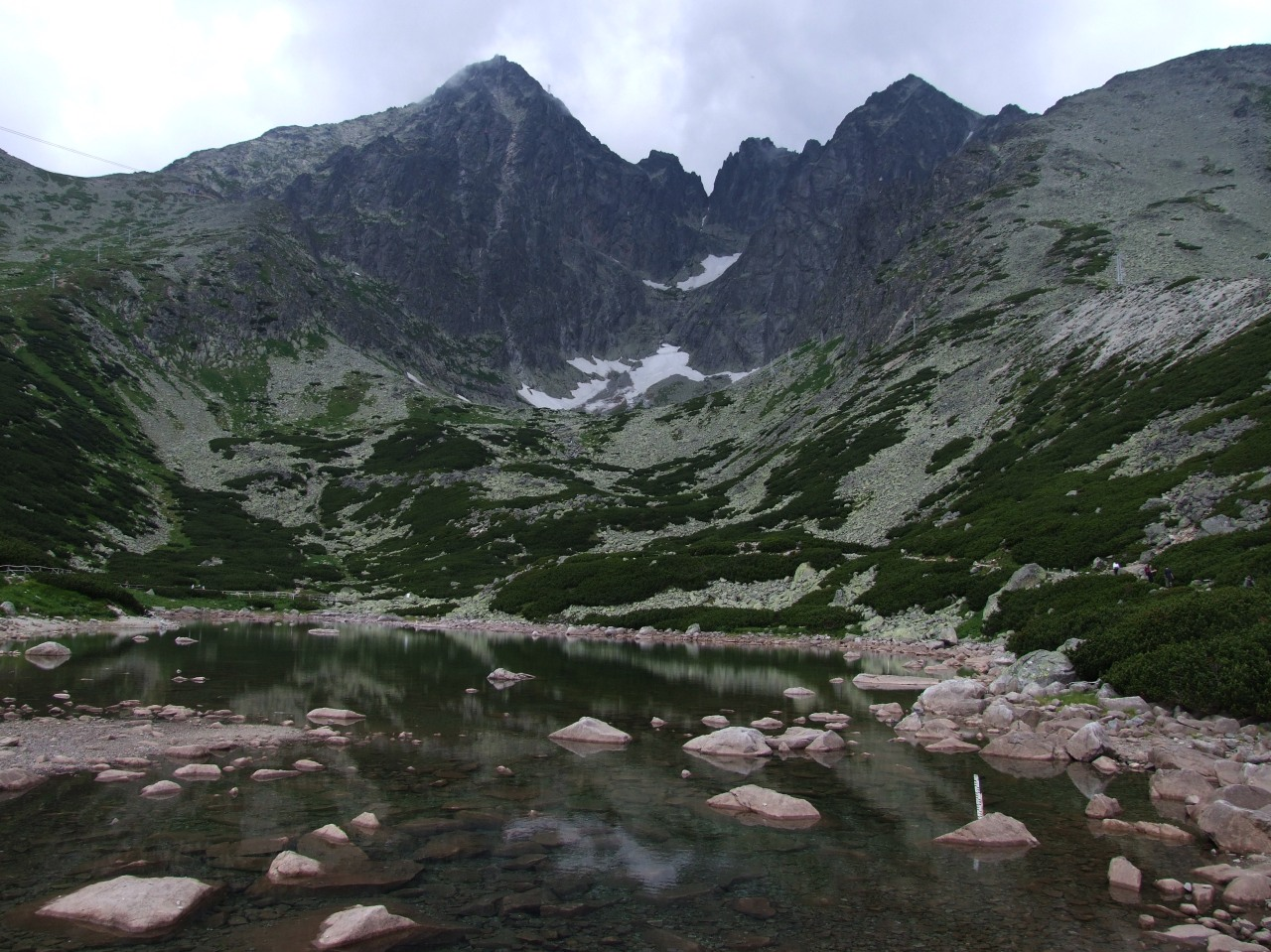
Ломницький став, біля гори Ломниці, Відлі та Кіжмарського Щита

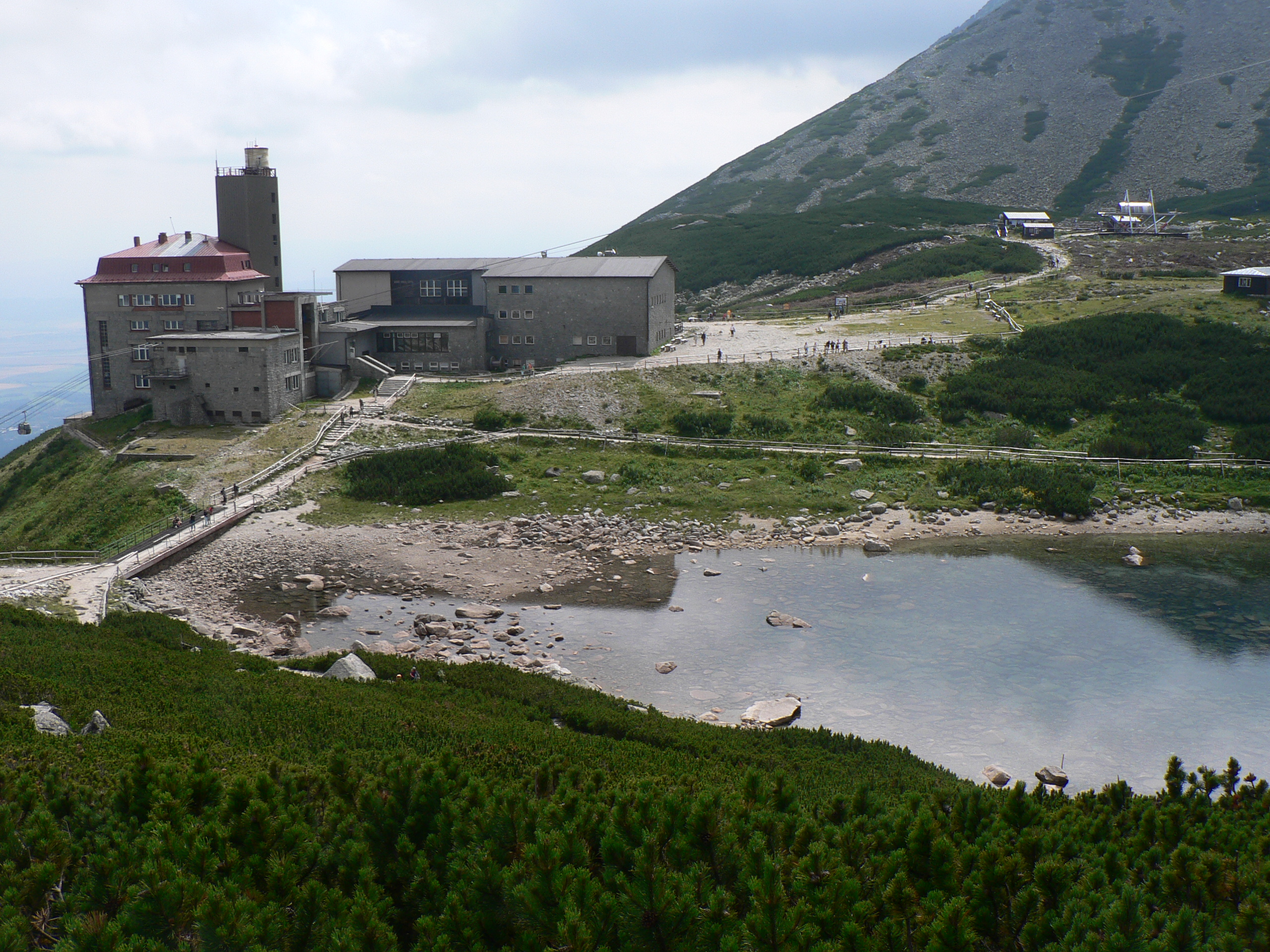
Ломницький став, канатна дорога та гірський готель Encián

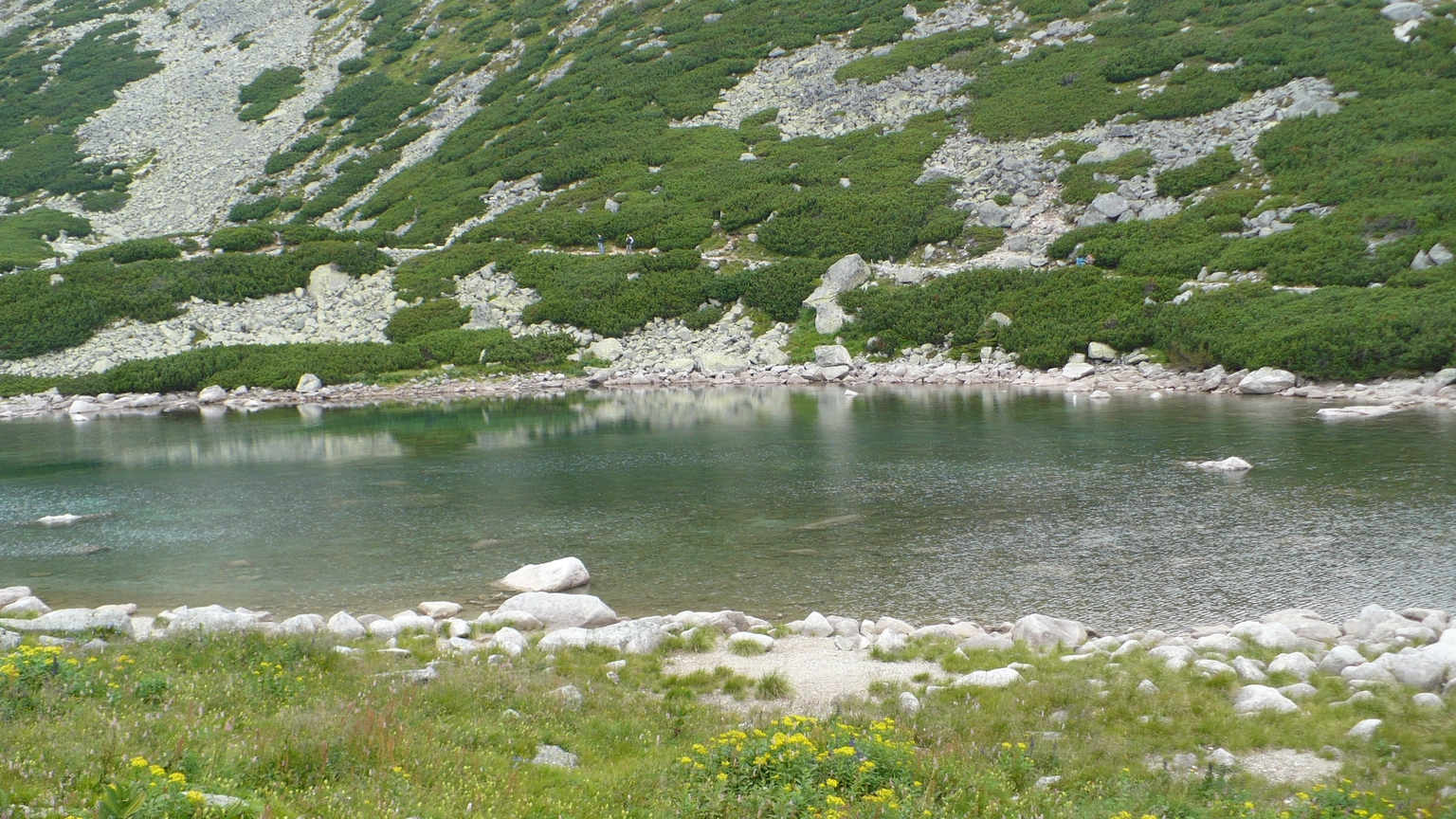
Навколо озера є стежка

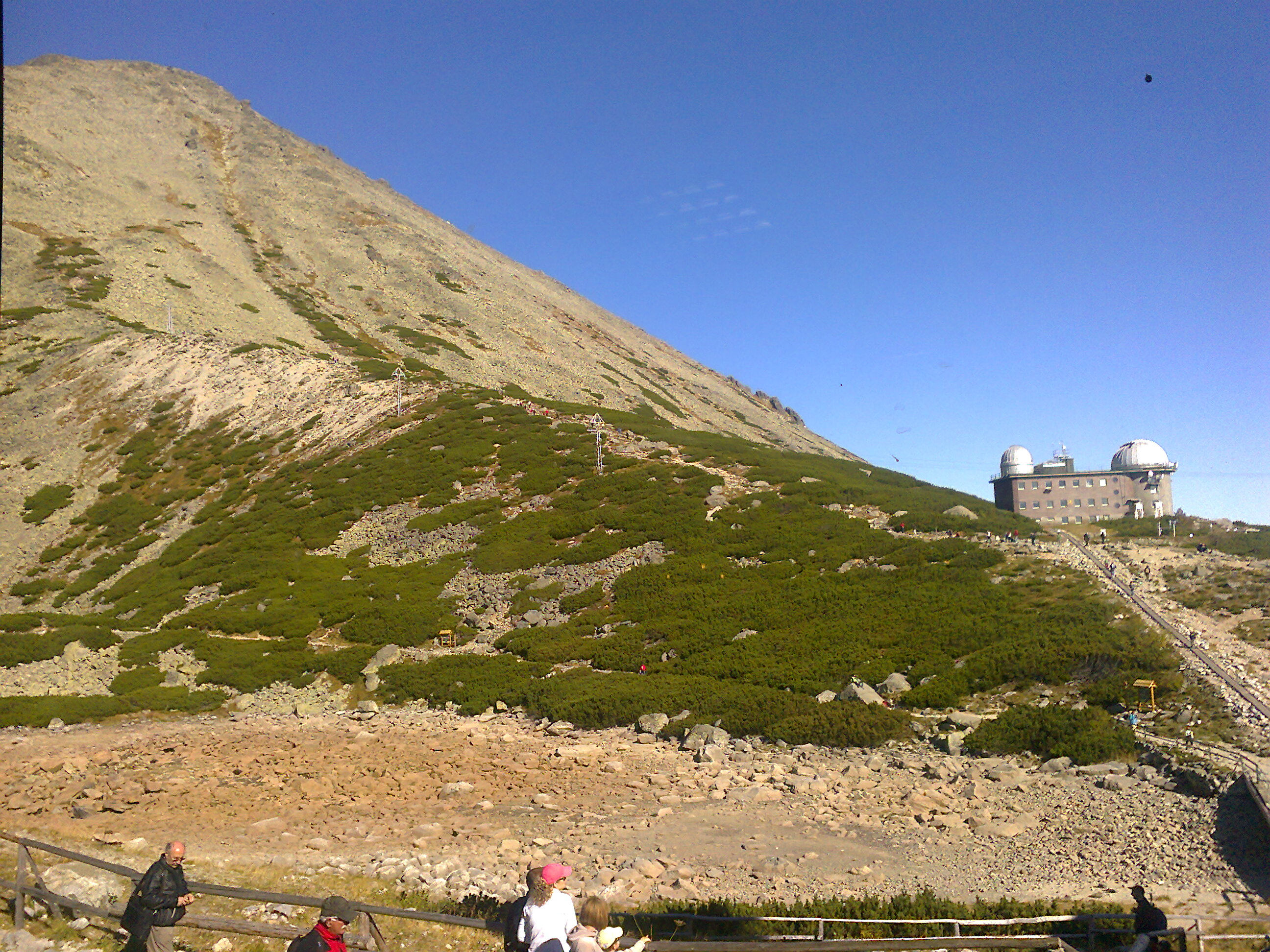
Сухий Ломницький став (жовтень 2011 р.)

Скелясте плесо, Ломницький став (словац. Skalnaté pleso, раніше Lomnické pleso, нім. Steinbachsee, угор. Kőpataki-tó, пол. Łomnicki Staw) — льодовикове озеро (словац. pleso) в Словацьких Високих Татрах, розміщене в Ломницькій долині, під південними схилами Ломниці.

## Опис та історія
Ломницький став розташований на висоті 1751 м н.р.м (за іншими даними 1754), займає площу 1,23 га (212 метри в ширину і 85 метрів), а максимальна глибина — 2 метри (за іншими джерелами навіть 4,2 метра. Через кліматичні фактори, а також людські дії (поблизу провадиться будова) він почала пересихати. У 30-х та 50-х роках XX століття провадились намагання протидіяти цьому (запечатування), але вони на разі не принесли результату. Вода періодично з'являється у ставку — особливо навесні та після сильних опадів. Воду також забезпечує струмок Ломниця (словац. Skalnatý potok), але він також часто сохне. Коливання рівня води та розміру водойми відбуваються часто, отже приведені дані про розмір ставку можуть бути лише орієнтовними.
У минулому в околицях Ломницького ставу було багато козиць та бабаків, Георг Бухгольц молодший називав його «Козячим ставком», а Броніслав Райхман у 1879 р. писав, що в жодній іншій долині Татр немає стільки бабаків, як тут .
Поруч з озером повстали станції канатної дороги: верхня станція канатної дороги від Татранської Ломніці до вершини Ломниці (побудована в 1936—1940 рр.) Та крісельна дорога до Ломницького Перевалу (2190 м над рівнем моря)). Туристичний трафік обслуговують буфет, ресторан та готель «Енчан» . Поруч, на висоті 1751 м н.р.м., працює цілорічне Сховище Ломницьке (словац. Skalnatá chata). Перша кам'яна споруда була побудована на місці притулку для туристів у 1914 році. Нинішній вигляд сховища істотно відрізняється від оригінального вигляду. У сховищу всього 4 ліжка.
Над озером, на схилі Гунцовського штиту (1783 м), знаходиться обсерваторія Скелясте плесо, заснована в 1943 році. Поблизу ставка є дві природні колиби, котрі давали притулок першим туристам  .

## Назва
Назва Ломницький Став походить від Ломницького Потоку (словац. Skalnatý potok,пол. Łomnicki Potok), що протікає через нього, раніше його називали просто Ломніца (від нього також названі вершина Ломниці, Долина Ломницька та місто Велика Ломниця та інші). Сам струмок отримав свою назву від старого слова «ломи», що означає кам'яні блоки, що грохочуть скинуті водою. Назви Kamienny Potok, Kamienny Staw та словацька Skalnaté pleso, Skalnatý potok — це дослівні переклади з спішсько- німецької назви Steinbach — що, в свою чергу, за словами Вітольда Генріка Париського, є копією ранніх слов'янських назв. Словацький знавець Татр Іван Богуш вважав, що Штайнбах — це спотворене слово Штейнбок, що означає козицю. Колишні провідники, в тому числі Мацей Сечка називали озеро Червоним ставом (від кольору каменів на його дні).

## Туристичні маршрути
— зелений від закритої станції канатної дороги поруч із готелем «Прага» в Татранській Ломніці до Ломницького ставу. Час ходьби: 2:30   год., ↓   1:45   год.
 — блакитний від проміжної станції канатної дороги Старт в нижній частині долини до Гунцовської долини, що веде через Гунцовський Край, Ракуську Поляну та Нижній Ракуський Перевал, а потім назад до Долини Ломницької нам Ломницьким ставом.
- Час переходу від станції Старт до Ракуської Поляни: 1:30   год., ↓   1   год.
- Час переходу від поляни до Ломницького ставу: 1:30   год., ↓   1   год.

 — червоним кольором позначена Татранська Магістраль, що веде від Сховища Замковського в Долині Малої Зимної води над Ломницьким ставом, а звідти далі через Ракуський Перехід до Долини Зеленої Кіжмарської .
- Час переходу від Замковського сховища (притулку) до Ломницького ставу: 1   год., ↓   45   хв.
- Час переходу від ставка до Сховища над Зеленим савом : 2:05   год., назад 2:55   год.